# Homonna

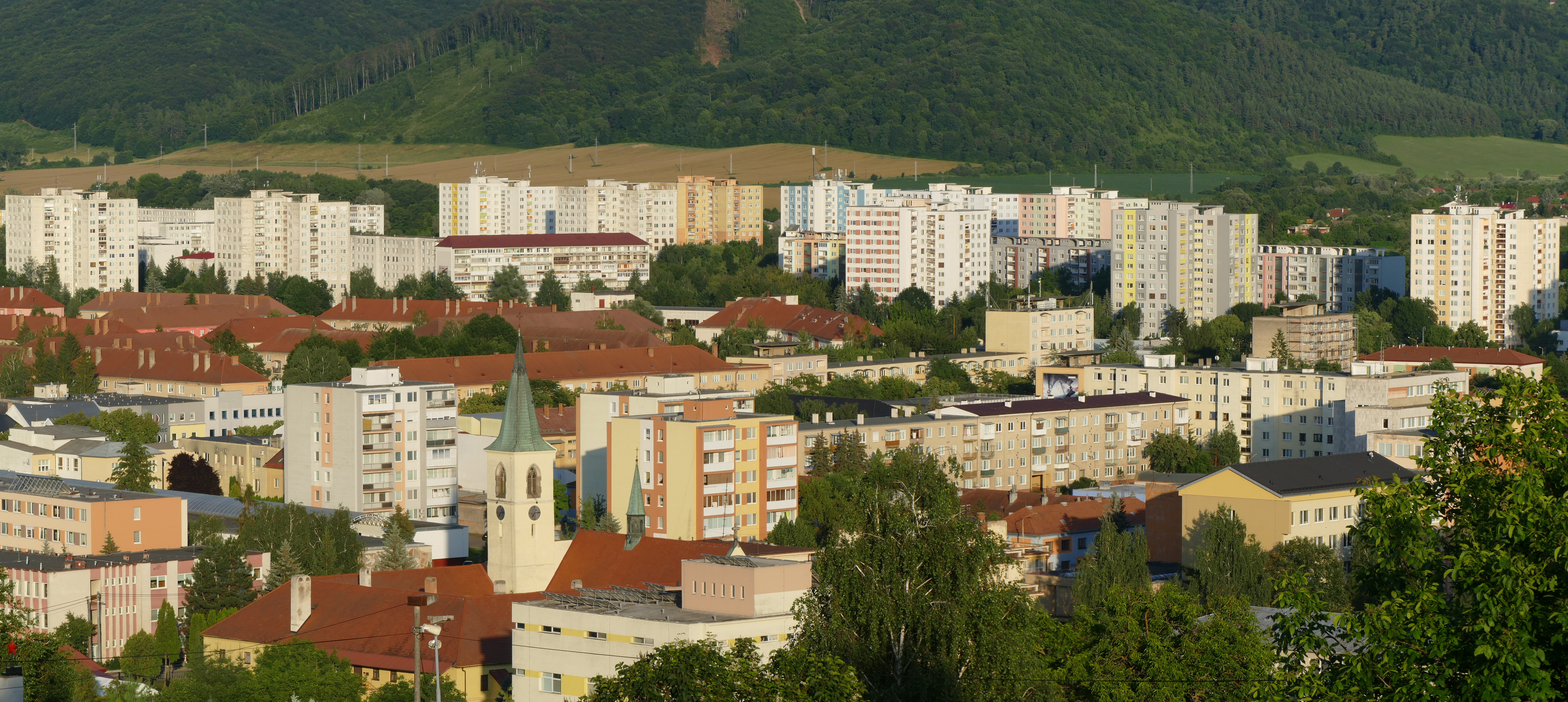
A város panorámája

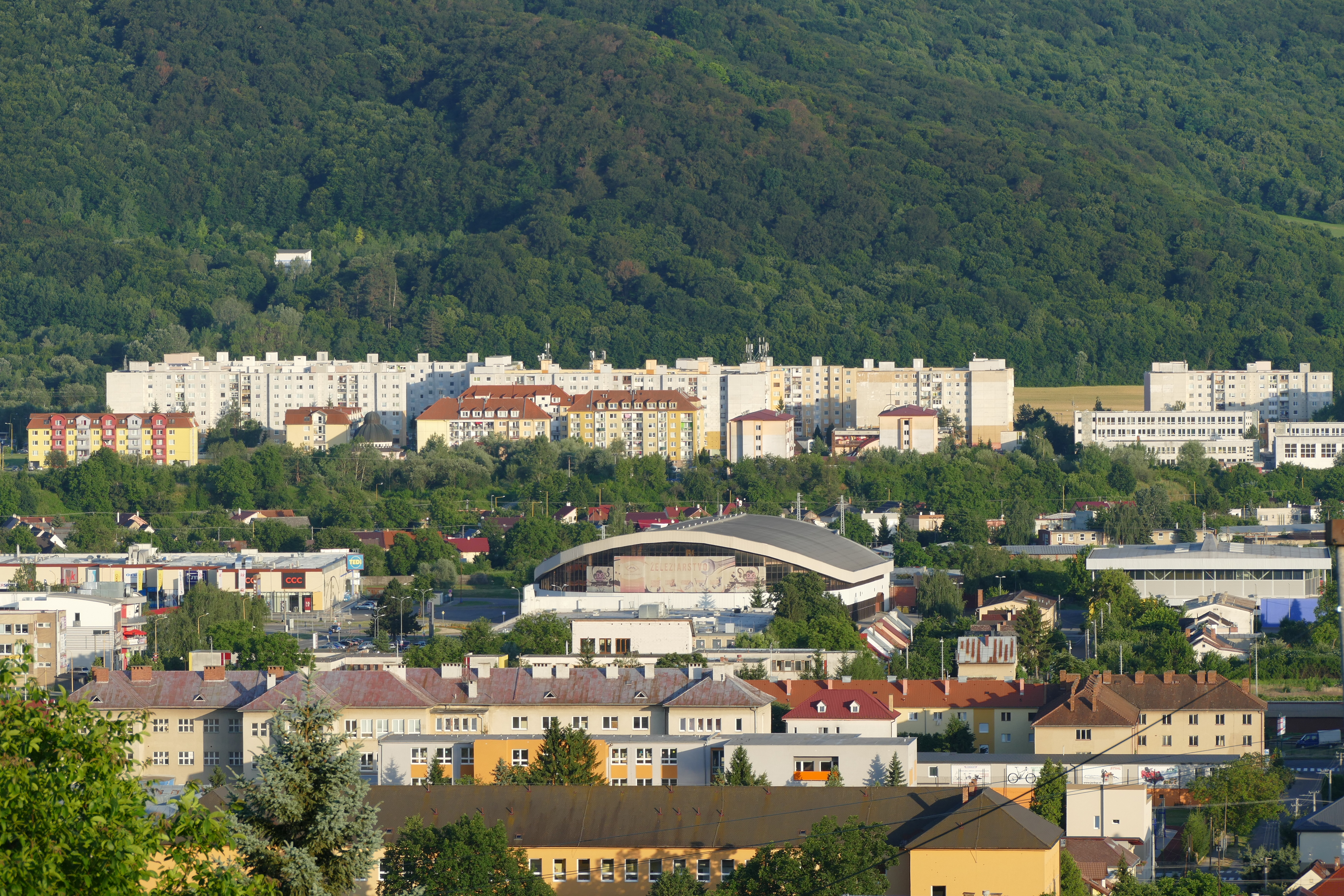
Lakótelepen Sídlisko Pod Sokolejom

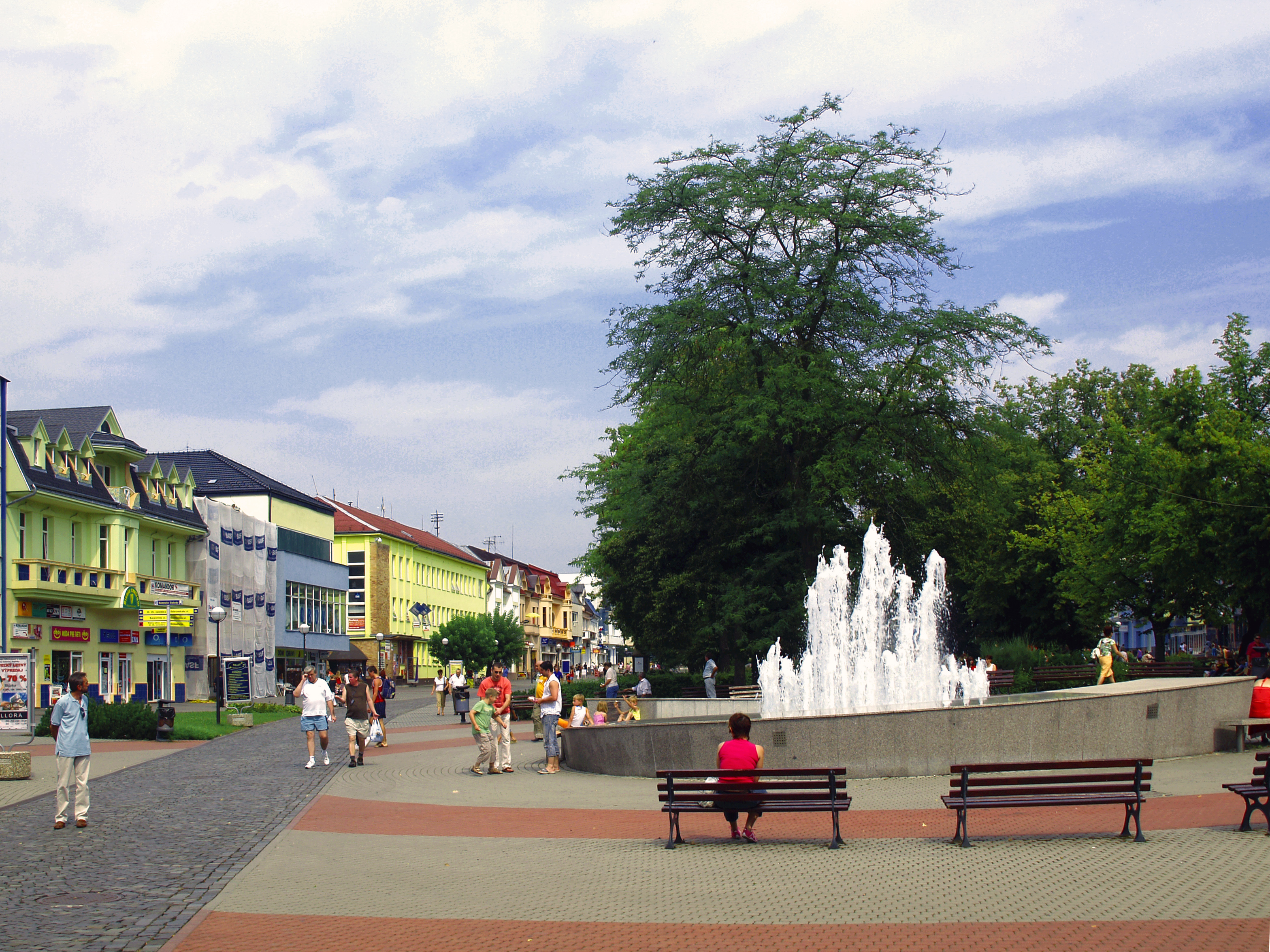
A Szabadság tér

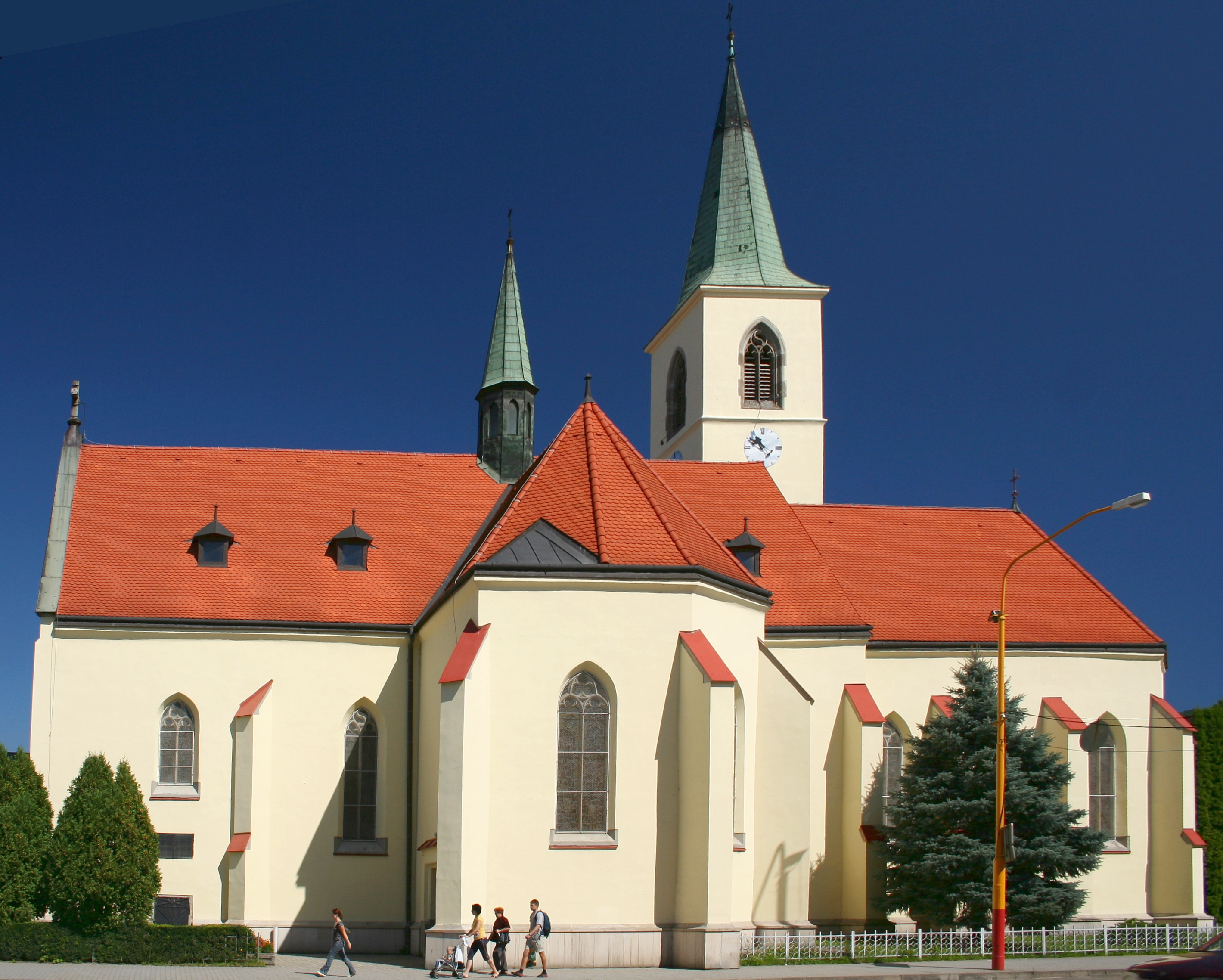
A Mindenszentek tiszteletére szentelt plébániatemplom

Homonna (szlovákul: Humenné, németül: Homenau) város Kelet-Szlovákiában. Az Eperjesi kerület Homonnai járásának székhelye.

## Fekvése
Eperjestől 70 km-re keletre, a Laborc folyó partján található.

## Története
Neve a szláv humenné szóból ered, ami szérűs, csűrös helyet jelent. A város területén a régészeti leletek tanúsága szerint már a kőkorszak óta élnek emberek.
Első fellelhető írásos említése 1317-ből származik, ez arról szól, hogy Károly Róbert a birtokot hűségéért a Drugeth családnak adományozta. A család ezután évszázadokig meghatározója volt a település fejlődésének. Még a 14. században a nekik adományozott területen ferencesek telepedtek le, akik kolostort is építettek. Az 1330-as években Homonna vámszedőhely lett. 1332-ben a pápai tizedjegyzék említi plébániáját és Szent Péter tiszteletére szentelt plébániatemplomát. Már 1449-ben állt Homonnay György kastélya, amelyet ekkor foglaltak el a husziták, akiket Mátyás vert ki. Városi kiváltságait Mátyás királytól kapta. 1470-ben és 1484-ben kelt oklevelek a települést oppidiumként említik. Pecsétje a 15. századból származik „Sigillum civitatis Homonna” felirattal. 1527-ben itt húzódott meg egy ideig Szapolyai János a tokaji vesztes csata után.
Sorra alakultak céhei, elsőként 1603-ban a mészárosoké. Jelentős változást hozott Homonna életében a kollégium megalapítása 1613. november 23-án, melyet azonban 1630-ban Ungvárra telepítettek át. 1619-ben a város határában vívott véres csatát Drugeth György I. Rákóczi Györggyel. A várkastélyt 1619 és 1641 között építették újjá. 1638-ban III. Ferdinánd császártól vásártartási jogot kapott. 1684-ben Homonna várkastélyát Drugeth Zsigmond halála után Thököly Imre szerezte meg. Később I. Lipót császár a Zichy és az Althan családnak adta, majd a Csáky és Wandermáth családé volt. 1778-ban leégett a település régi plébániatemploma és 150 évre a kolostortemplom lett Homonna plébániatemploma. 1787-ben a kastély bástyáit lebontották, de a kastély maga ma is épen áll. Ekkor a városnak 1914 lakosa volt. 1796-ban 148 kézműves működött a településen. A 18. század végére azonban a fejlődés megtorpant, és a település veszített korábbi jelentőségéből. Továbbra is működött a sókereskedelmet ellenőrző sóhivatala.
A 18. század végén Vályi András így ír róla: „HOMONNA. Mező Város Zemplén Várm. földes Ura G. Csáky Uraság, és a’ Plebánus Úr is, lakosai katolikusok, és kevés oroszok, fekszik fel emelkedett, és szép vidéki látást szolgáltató helyen, nap kel. Lubissához 1/4, nap ny. pedig Kochanóczhoz 3/4 órányira, Ispitály, és Só ház is van benne, hajdan nevezetes vala Homonnaiak’ idejekkor; sokat költöttek Drugetek is öregbűlésére; nem külömben Homonnai György is, a’ kinek életében itten elég nagy pompa tartatott vala. A’ Vára jeles épűlet, melly mellett foly délre Laborcza vize, nap keletre pedig a’ mező Város fekszik, nem külömben ékesíttették az újjabb birtokos Uraságok is, szép kertekkel, és nyári mulató épűletekkel: határja három nyomásbéli, gabonát, és zabot középszerűen, búzát, és árpát tsekélyebben terem, hegyes, agyagos, és követset a’ földgye, erdője vagyon, de kevés, réttye elég, itt az Uraságnak nagy majorsága van, piatza híres, mellyben minden élelemre meg kívántató dolgokat jutalmasan lehet venni.”
A város fejlődése a 19. században indult meg újra, amikor új urai az Andrássyak lettek. Nagyszámú szlovák, magyar, ruszin és zsidó lakosság érkezett ide. 1828-ban a lakosság száma már 2666 volt. Megindult a terjeszkedés, új utcák nyíltak.
Fényes Elek 1851-ben kiadott geográfiai szótárában így ír a városról: „Homonna, tót-orosz m. v. Zemplén vmegyében, egy gyönyörü vidéken, a Laborcza mellett, Ujhelyhez 9 mfdnyire: 1815 római, 203 g. kath., 14 evang., 666 zsidó lak., római és g. kath. paroch. templommal, synagogával, s sóhivatallal, mellék-postával, igen népes heti és országos vásárokkal. Diszére szolgálnak továbbá a városnak a gr. Csáky és a gr. Vandernath kastélyai, igen pompás angol kertekkel. – Homonna feje volt egy több mint 100 helységből álló uradalomnak, mellyet a most említett uraságok birnak, s össze van kötve a barkoi és jeszenői uradalmakkal. Hajdan herczeg Keriatovich birta. Ez a nemzetség kihalván, 1360-ban a Drugethek kapták meg, s vele összecsatolták a barkoi és jeszenői ősi jószágaikat. Ki épitette azonban ezek közül hajdani várát, nem tudhatni.”
1874-ben a vasútvonal is elérte a várost, amely így gyorsabb összeköttetésbe került Budapesttel és Lengyelországgal is. Új iskolái nyíltak: 1877-ben faipari szakiskola, 1899-ben kereskedelmi iskola nyitotta meg kapuit.
Borovszky Samu monográfiasorozatának Zemplén vármegyét tárgyaló része szerint: „Homonna, a Laborcz-folyó mentén fekvő nagyközség 392 házzal és 3995, túlnyomólag tót lakossal. A Homonnai Drugethek ősi fészke, melynek históriai multja korai századokig nyúlik vissza. A XIII. században a Krajnya középpontja volt s első birtokosaként a Drugeth családot említik. Első okirati följegyzést róla 1322-ben találunk, a mikor Drugeth Jánost uralta. Egy másik okirat szerint 1323-ban Róbert Károly király Drugeth Fülöpnek adományozta az uradalmat, a kitől 1327-ben öcscse, Vilmos örökölte. 1360-ban a Drugethektől elfoglalta Koriatovics Tivadar orosz herczeg, de már 1380-ban királyi adományképen ismét Drugethék kapják, még pedig Drugeth János fiai. A homonnai kastély építésének eredetét nem jegyezte fel semmiféle okirat, de 1449-ben már állott s mindegyik birtokosa szépített vagy rontott, toldott és bővített rajta. A XV. században az Ágóczi családnak is rész jut az uradalomban. A husziták pusztításai alkalmával ez a birtok is a cseh rablók kezébe került, de Mátyás király hadai onnan is kiűzték őket s a Drugethek visszanyerték ősi birtokukat. Az ellenkirályok alatt a menekvő Szapolyay János itt húzódott meg egy ideig. Az 1559-ben elhunyt Drugeth Istvántól fiai, László és a fejedelemjelölt Bálint örökölték s a birtok a következő század elejéig is e családé maradt. 1610-ben Homonnai György, az akkori földesúr, az országbírói méltóság elnyeréseért a róm. kath. vallásra tért át s két évvel később jezsuitákat is telepített Homonnára. Ez adott jogczímet Bethlen Gábornak arra, hogy Homonnai Drugeth Györgyöt összes zempléni birtokától és Homonnától is megfoszsza. 1619-ban itt vívott véres csatát Drugeth György Rákóczy Györgygyel. A XVII. század első felében (1630 körül) Drugeth György fia János, leverte Császár Péter, a »parasztkirály« pórhadát s ezért visszakapta zempléni birtokait és ismét ura lett Homonnának. De a Drugethek hatalma immár alászállott és régi nagyságát sohasem nyerte többé vissza. Homonnát 1644-ben elfoglalta Rákóczy György s noha a Drugethek később visszahelyeztettek e javukba, 1684-ben Thököly Imre ostromának nem tudtak ellentállani. Thököly a várat elfoglalta és Homonnai Zsigmondot elhurczolta Kassára. Ezzel örök időkre véget ért a Homonnai Drugethek hatalma. A várkastély azonban ma is fennáll gróf Andrássy Sándor tulajdonaként, a ki az uradalom mostani birtokosa. Homonna mezőváros multjáról beszél a pálos eredetű róm. kath. templom is, a mely még a XIV. században épült és sokat szenvedett a vallásháborúk alatt. Egy ideig a kálvinistáké is volt, kiknek 1583-ban Rákóczy Ferencz adta oda. 1765-ben megujitották. Gróf Hadik Béla admirális hamvai a templom sirboltjában nyugszanak. A gör. kath. templom is közel kétszázados, mert 1717-ben épült. Régi épület a zsinagóga, a melyet 1797-ben emeltek. A róm. kath. templomhoz tartozik a XVII. századbeli jezsuita-klastrom épülete, a mely szintén sok vihart élt át; Thökölyék 1676-ban felgyújtották, de az épület megmenekült a teljes pusztulástól s jelenleg a parochus lakása és a leányiskola is ott van. Ebben a kolostorban a Drugeth grófok gimnáziumot is tartottak fenn, a melyet később Ungvárra helyeztek át. A reformátusok egy évtizeddel ezelőtt épitették tornyos templomukat. Homonna járási székhely, vasútállomással, távíróval, szesz- és kályhagyárral; van több egyesülete, felső kereskedelmi iskolája és felső leányiskolája, járásbírósága, főszolgabírósága, adóhivatala, máv. osztálymérnöksége. A homonnai kastély a sok stilszerűtlen átalakítás és toldozás daczára ma is impozáns, nagyarányú épület. Alsó falai s különösen egyes alapzati részei, árpádkori építkezésre vallanak és hajdani várjellegét is igazolják. A kastély majdnem szabályos négyszög, nagy udvarral s hatalmas arányú torony alatt fekvő portáléval, melyhez a hajdani vár-árkon át híd vezet, melyet jobbról-balról egy-egy erős pilléren álló kőoroszlán őriz. Belső helyiségei tágasak és kényelmesek és sok értékes műtárgyat tartalmaznak. Legérdekesebbek a következő helyiségei: a belül emeletes, nagy könyvtárterem, gazdag könyvtárával, mely kb. 8000 kötetet tartalmaz és számos értékes régi bútort. Itt vannak a Homonnai Drugeth család irományai is. A hosszú, tágas fegyver-folyosó, melynek falait nagyértékű, régi fegyverek, vértezetek és becses tapisszériák borítják. Az ú. n. királyszoba, melynek falait a magyar királyok medaillon-képei fedik s a hol számos nagyértékű, régi bútor látható. Az ú. n. Csáky-szoba, ritkaságszámba menő színes rézmetszeteivel. A lépcsőház, a női ágbeli ősök egykorú arczképeivel. Louis XV. szoba, nagybecsű régi festményeivel. Az egyik vendégszoba, valódi régi japán bútorokkal és japán falfestményekkel. A kastélybeli kápolna, 1660-ból való oltárképével, mely egy Drugeth-féle hadi zászló közepére volt festve, stb. Mindezek és a többi helyiségek falait régi, híres mesterektől való festmények borítják. A kastélyhoz franczia, részben angol kert csatlakozik, melynek természetes folytatása a kb. 6000 holdas erdő. A parkon végig beboltozott patak vonul át a föld alatt. A kastély kb. 2 kilométernyi távolságból vízvezetékkel kapja ivóvizét. Közel a kastélyhoz fekszenek a mintaszerű belső istállók s a hatalmas arányú lovarda. A nemes gróf a kastélyt most alapjából restauráltatni és régi várkastélyszerű alakjába visszahelyeztetni szándékozik. Homonna kiránduló helye a »Szirtalja« (Podskalka) a Laborcz balpartján. A Laborcz folyón átvezető szép vashid már a XX. század alkotása. Homonna országos vásárait egész felső Zemplén, a vasuton még Gácsország is látogatottakká teszi. Hegyre felvezető Kálváriája is hires. Homonnán született Trefort Ágoston 1817. február 7-én.”
A trianoni békeszerződésig Zemplén vármegye Homonnai járásának székhelye volt.

## Népessége
| Év:            | 1994.  | 2004.   | 2014.   | 2024.    |
| -------------- | ------ | ------- | ------- | -------- |
| Emberek száma: | 36 141 | 35 008  | 34 186  | 29 567   |
| Eltérés:       |        | -3,13 % | -2,34 % | -13,51 % |

| Év:            | 2023.  | 2024.   |
| -------------- | ------ | ------- |
| Emberek száma: | 30 006 | 29 567  |
| Eltérés:       |        | -1,46 % |

1880-ban 3717 lakosából 611 magyar és 1780 szlovák anyanyelvű volt.
Kurucfalván 657 szlovák anyanyelvű élt.
1890-ben 3738 lakosából 1002 magyar és 1580 szlovák anyanyelvű volt.
1900-ban 3995 lakosából 1451 magyar és 1334 szlovák anyanyelvű volt.
1910-ben 4508 lakosából 1724 magyar, 1389 szlovák, 952 német, 59 ruszin, 4 román és 380 egyéb anyanyelvű volt. Ebből 2189 római katolikus, 1570 izraelita, 553 görög katolikus, 136 református, 58 evangélikus és 1-1 görög keleti és unitárius vallású volt.
Kurucfalván 509 szlovák és 182 magyar anyanyelvű élt.
1921-ben 4218 lakosából 76 orosz, 300 magyar, 693 zsidó, 2846 csehszlovák, 45 egyéb nemzetiségű és 258 állampolgárság nélküli volt.
1930-ban 5632 lakosából 76 ruszin, 77 magyar, 112 német, 253 zsidó, 4471 csehszlovák, 4 egyéb nemzetiségű és 639 állampolgárság nélküli volt. Ebből 2747 római katolikus, 1812 izraelita, 716 görög katolikus, 88 református, 68 evangélikus és 201 egyéb vallású volt.
Kurucfalván 658 csehszlovák élt.
1970-ben 16649 lakosából 33 magyar és 15413 szlovák volt.
1980-ban 27285 lakosából 68 magyar és 25056 szlovák volt.
1991-ben 34638 lakosából 90 magyar és 31418 szlovák volt.
2001-ben 35157 lakosából 69 magyar és 30867 szlovák volt.
2011-ben 35 053 lakosából 27 593 szlovák, 2263 ruszin, 818 cigány, 406 ukrán, 173 cseh és 61 magyar.

## Nevezetességei

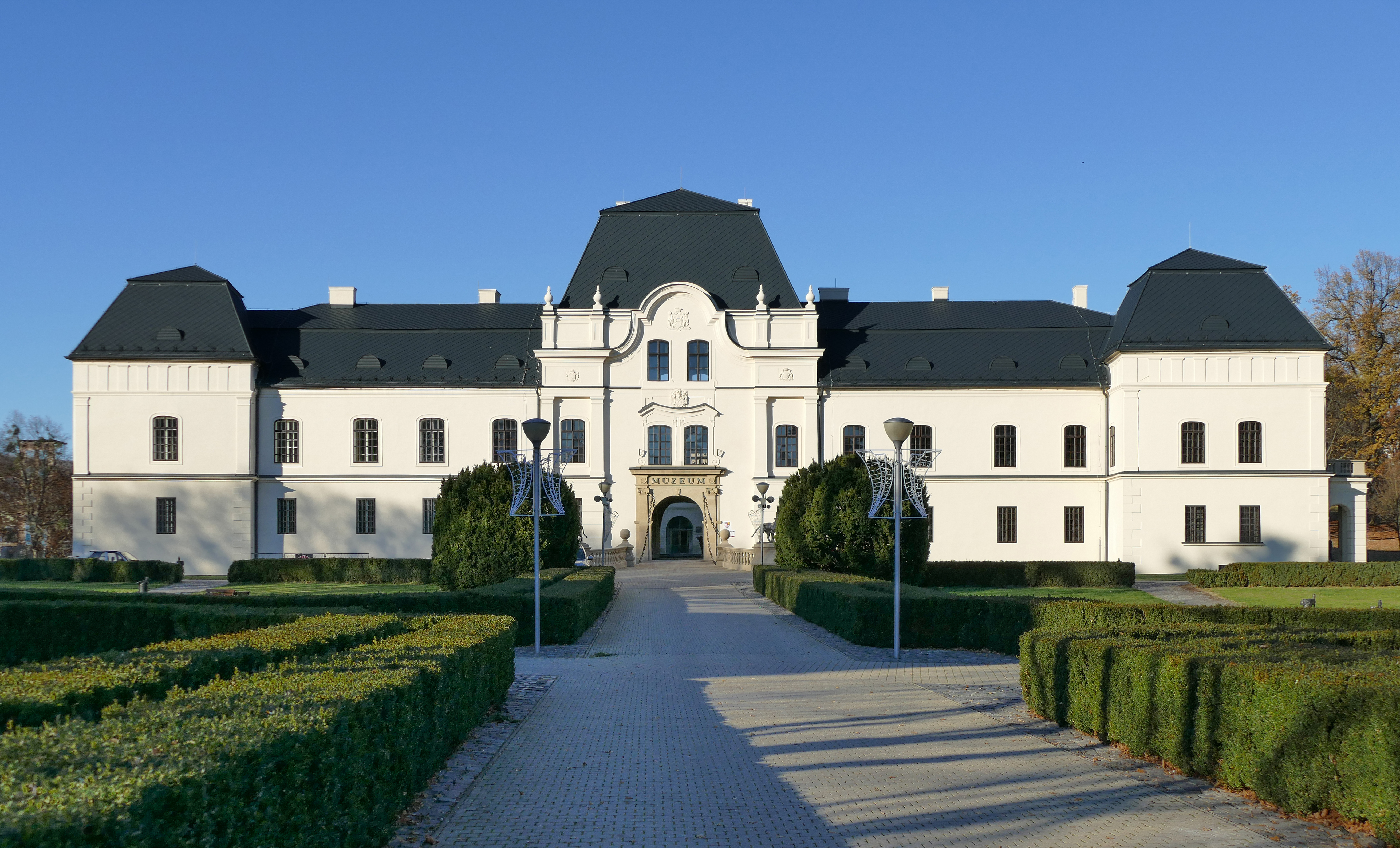
A homonnai kastély

- A Mindenszentek tiszteletére szentelt plébániatemploma gótikus eredetű, később barokkosították.
- A homonnai kastély a 15. században épült, 1619 és 1641 között reneszánsz várkastéllyá építették át. A 18. században barokk stílusban építették át. Bástyáit 1787-ben bontották le. A 19. században belsejét korszerűsítették. Ma a városi múzeum működik benne. Az itt látható Magyar királyok terme, párját ritkító történelmi képtár restaurálása várhatóan 2020-ra elkészül.
- Szűz Mária tiszteletére szentelt, görögkatolikus temploma 1767-ben készült barokk-klasszicista stílusban.
- Evangélikus temploma 1890-ben épült, neogótikus stílusban.
- Kálváriatemplomát 1891-ben neoklasszicista stílusban létesítették.
- Szent Cirill és Metód tiszteletére szentelt ortodox temploma.
- Szent Péter és Pál apostolok tiszteletére szentelt görögkatolikus temploma.
- A Szentlélek tiszteletére szentelt görögkatolikus temploma.
- Falumúzeuma 1972 és 1984 között létesült. Legjelentősebb műemléke az Újszékről származó, 1754-ben épített Szent Mihály arkangyal tiszteletére szentelt fatemplom. Ikonosztáza 18. századi.
- Az 1994-ben felszentelt katonai temető a második világháborúban e környéken elesett 196 német katonának állít emléket.
- Švejk, a derék katona szobra a vasútállomás szomszédságában. Jaroslav Hašek szimbólummá vált regényalakjának szobrát, Jaroslav Drotár alkotását 2000 októberében avatták fel.

## Híres emberek
Itt született:
- 1701-ben Zichy Ferenc főispán, győri megyés püspök;
- 1817. február 7-én Trefort Ágoston író, kultuszminiszter;
- 1826. november 25-én Unger Joachim Jacob rabbi;
- 1862. november 4-én Thomán István zongoraművész és -tanár;
- 1867-ben Lukovich Aladár gazdasági egyesületi titkár, országgyűlési képviselő, lovas.
- 1895. február 14-én Matolay Géza újságíró, filmproducer;
- 1902. szeptember 8-án Oláh György, neves szélsőjobboldali újságíró;
- 1917. április 12-én Belo Polla szlovák régész, történész, levéltáros;
- 1942. január 3-án Dušan Kováč szlovák történész, az MTA tagja.

Itt tanított Kerekes György tanár, gazdaságtörténész, számos könyv szerzője.
Itt hunyt el 1709. március 6-án Pekri Lőrinc kuruc kapitány.

## Testvérvárosai
- Munkács, Ukrajna
- Mátészalka, Magyarország